# Haleyville
Haleyville is een plaats (city) in de Amerikaanse staat Alabama, en valt bestuurlijk gezien onder Marion County en Winston County.

## Demografie
Bij de volkstelling in 2000 werd het aantal inwoners vastgesteld op 4182.
In 2006 is het aantal inwoners door het United States Census Bureau geschat op 4195, een stijging van 13 (0,3%).

## Geografie
Volgens het United States Census Bureau beslaat de plaats een oppervlakte van
19,2 km², geheel bestaande uit land.

## Plaatsen in de nabije omgeving
De onderstaande figuur toont de plaatsen in een straal van 24 km rond Haleyville.